# Aa matthewsii
Aa matthewsii је врста из рода орхидеја Aa из породице Orchidaceae.